# 富山電気ビルデイング
富山電気ビルデイング（とやまでんきビルデイング）は、富山県富山市桜橋通りにある建築物。富山県内では電気ビルディングあるいは電気ビルと呼ばれている。1936年4月8日に竣工し、富山市内では富山県庁舎（富山県庁）とともに第二次世界大戦以前に竣工した建築物である。
富山電気ビルデイング株式会社が所有・管理を行っている。本項目では、法人の富山電気ビルデイングについても詳述する。なお、ビル名・会社名のいずれも正式名称は「ビルデイング」であり、「ビルディング」ではない。

## 概要

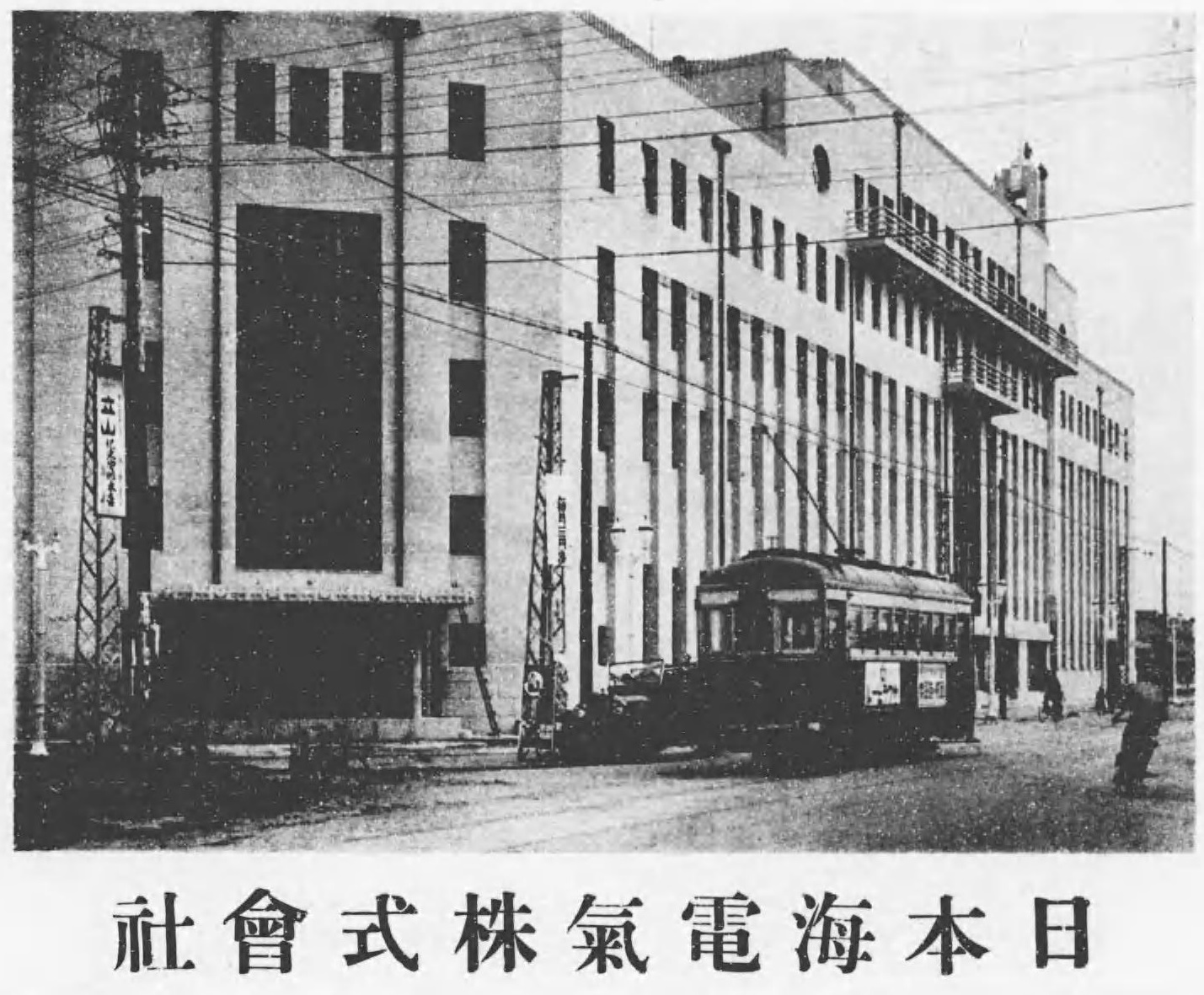
竣工当時の電気ビルデイング

1936年に開催された日満産業大博覧会に合わせて、当時の日本海電気（富山県域を営業区域としていた電力会社・現在の北陸電力の前身）本社ビルとして1936年4月8日に県内初の複合オフィスビルとして竣工した。建築の目的として地域産業の発展と地方文化の向上に寄与することを挙げており、日本海電気社長の山田昌作（後の北陸電力初代社長）の意向もあって、富山県内の経済人の交流の場としてビル内に社交クラブ（富山社交倶楽部）が置かれた。
外観にタイル張りが施された鉄筋コンクリート製の建築物で、1936年に竣工した本館は地上5階（一部6階部分は塔屋〔屋上〕扱い）・地下1階の構造となっている。ビルの中央部を高くしてバルコニーを設け、両端に丸窓も設けられている。その外観から『埠頭に浮かぶ軍艦』とも呼ばれていた。1945年8月1日の富山大空襲の戦災にも焼夷弾の屋上への直撃で焼失した5階部分を除き耐え建築当時の外観が現在もほぼ保たれている、各階から投下する真鍮製郵便ポストが竣工当初以降現役であるなど、1935年8月17日に竣工した富山県庁舎と並び昭和初期の富山の象徴となっている。また、1956年11月には新館、1972年2月には新館東側に第二新館が竣工した（第二新館は北陸電力が所有）。
2018年7月20日、文化審議会は富山電気ビルデイングを国登録有形文化財に登録するよう文部科学大臣に答申、同年11月2日の官報で告示され正式に登録となった。国登録有形文化財として登録されるのは、本館と新館の2棟となっている。

## 歴史
富山電気ビルデイングの建設の背景には、富山市の旧都市計画法に基づく都市整備事業がある。神通川の廃川地が明治時代から放置状態にあり、都市機能の障害となっていた。北陸電力の前身であった日本海電気と富山市の思惑が一致し、富山県庁舎とともに富山市の近代化発展と賑い創出の象徴として建設された。完成後は、日本海電気の本社（地下1階から2階に入居）のほかに、日本海側では3番目（北陸では最初）に開業した「富山電気ビルホテル」も4階に併設され、1958年の第13回国民体育大会開催時には昭和天皇、香淳皇后が宿泊し、『富山の迎賓館』とも呼ばれていた（ホテルは1974年に閉鎖）。この他、大ホールや能舞台も設置されていた。
第二次世界大戦後の1945年11月には、進駐軍の富山司令部が設置（1952年6月廃止）。また、1951年5月1日に北陸電力が設立されてからは、1989年5月に富山市牛島町の北電ビル（富山駅北側）が完成・移転されるまでは本店が置かれていた。

## 沿革
- 1936年4月8日 - 富山電気ビルデイング竣工（後の本館）[9]。
- 1945年8月1日 - 富山大空襲で小被災するも大破を免れ、3か月後には業務を再開した[10]。
- 1951年5月1日 - 北陸電力設立（発足時は延床面積7,316m2が本店、北陸配電からの引継ぎ）[11]。
- 1952年9月 - 進駐軍の接収が正式解除[12]
- 1953年 - 進駐軍の接収解除に伴う改修工事が終了し、ホテルと食堂の営業が再開[1]。
- 1956年11月28日 - 6階に工事現場を結ぶマイクロウェーブの設備が施された新館が竣工[13]（延床面積7,378m2）。同年12月1日に北陸電力本店が新館[14]、同年12月16日に富山支店が旧日本発送電社屋から本館（旧館）に移転[15][16]。
- 1972年2月29日 - 新館東側に第二新館竣工（延床面積10,569m2）。
- 1989年
  - 7月 - 北陸電力富山支店が第二新館に移転[16]（2002年7月1日に牛島町の百川ビルに移転[17]）。
  - 12月22日 - 富山市役所庁舎の建て替えに伴い、同庁舎完成まで、市役所の仮庁舎が入居（翌1990年1月4日からは電気ビル以外の5箇所でも仮庁舎として運用開始）[18]。
- 2025年12月1日（予定） - 5階と6階にあたる屋上部分の改装工事が完了し、営業を再開する予定。大ホールは従来のシャンデリアを残した上で創建当初をイメージとしたデザインとし、ステージを撤去して出入口を2箇所に増やすほか、中央に仕切りを設けて複数の宴会にも対応可能とする。また、中ホールの天井には、全体が花の形をした社章デザインをあしらう[3]。

## エピソード
富山電気ビルデイングにはレストランを設けており、ホテルが開設されていた頃は帝国ホテルからサービスなどの指導を受けていた。作家の池波正太郎は電気ビル内のレストランのカレーライスを富山来訪時には食していた。
2025年6月5日には、耐震改修工事中に5階にて空襲による火災によって波打つように変形した鉄骨や黒くすすけた天井といった戦災の痕跡が見つかった。
完成当時は5階大ホールに格子状の装飾を施した緩やかなアーチ型の天井が設置されていた。富山大空襲でこの天井が焼失し鉄骨やコンクリートが剥き出しの状態となった。その後、GHQによる接収が決まったため、コンクリートに直接薄緑色の塗装を施すなどの簡易的な復旧工事が実施された（この時点で予算や資材の不足から、天井の装飾は再建されなかった）。さらに接収解除後の1954年に本格的な復旧工事が行われ、天井は一部を除いてベージュ色に塗り直され、さらに1983年の全面改修により天井が再建された。大ホールは2025年11月までに耐震工事を終え、同年12月の営業再開を目指すとしている。

## 富山電気ビルデイング株式会社

### 概要
- 富山電気ビルデイングの運営・管理のために設立された法人で、不動産賃貸・卸売・食堂の運営を行っている。

### 沿革
- 1936年2月26日 - 富山電気ビルデイング設立。
- 1952年7月 - 東京支店開設。
- 1958年4月 - 丸善石油（現・コスモ石油）特約店として石油販売を開始。
- 1969年6月 - 金沢出張所開設（1973年4月に金沢営業所に改組）。

### 主な事業内容
- 不動産・賃貸ビルの運営
  - 賃貸ビル・富山地区（富山電気ビル・第二富山電気ビル）
  - 駐車場（桜木町）
  - 賃貸ビル・東京地区（第3虎の門、芝公園、六本木）
- レストラン・喫茶店運営
  - 電気ビルレストラン（本館4階・県民会館店）、北電食堂など
- 石油販売、電力・電子機材の販売